# 요네무라 쇼지
요네무라 쇼지(일본어: 米村 正二 よねむら しょうじ[*], 1964년 ~ )는 일본의 각본가. 후쿠오카현 출신.

## 각본을 맡은 작품들

### 애니메이션
- 건퍼레이드 오케스트라
- 검풍전기 베르세르크
- 구인 사가 - 시리즈 구성, 전 26화 집필
- 기생수 세이의 격률 - 시리즈 구성
- 꼭두각시 서커스 - 전 36화 중 12화 집필
- 날아라 호빵맨(극장판)
  - 날아라! 호빵맨 요정 링링의 비밀
  - 날아라! 호빵맨 구하라! 코코링과 기적의 별
  - 날아라! 호빵맨 바나나섬을 되찾아줘
  - 날아라! 호빵맨 꼬마사과와 모두의 소원
  - 날아라! 호빵맨 장난감 별의 난다와 룬다
  - 날아라! 호빵맨 빛나라! 얼음나라 바닐라 공주
- 데스노트
- 몬스터팜 시리즈 - 시리즈 구성
- 무능한 나나
- 무인행성 서바이브 - 시리즈 구성
- 파도여 들어다오 - 시리즈 구성
- 피규어17 츠바사&히카루 - 시리즈 구성
- 하트캐치 프리큐어!
- 스위트 프리큐어♪
- 스마일 프리큐어! - 시리즈 구성, 전 48화중 총 13화 집필
- 심쿵! 프리큐어
- 디지몬 크로스워즈
- 페어리 테일(극장판 Dragon Cry의 각본을 맡았다.)
- 유희왕 VRAINS
- 요괴소년 호야(TVA)
- 유리 함대
- 원피스 애니(799화부터 메인 각본을 맏고 있다.)
- 포켓몬스터(무인편때부터 꾸준히 참여해왔으며 포켓몬스터W에서 시리즈 구성 담당 및 각본을 맡게 된다.)
- 샤먼킹(2021)

### 특촬
- 가면라이더 카부토 - 전 49화 중 총 33회분 집필
- 극장판 가면라이더 카부토 GOD SPEED LOVE
- 가면라이더 디케이드 - 전 31화 중 총 9회분 집필
- 가면라이더 히비키
- 가면라이더 덴오
- 가면라이더 키바
- 가면라이더 오즈
- 슈퍼 히어로 대전 시리즈
  - 오즈・덴오・올라이더 렛츠 고 가면라이더
  - 가면라이더X슈퍼전대 슈퍼 히어로 대전
  - 가면라이더X슈퍼전대X우주형사 슈퍼 히어로 대전 Z
  - 헤이세이 라이더 대 쇼와 라이더 가면라이더 대전 feat 슈퍼전대
  - 슈퍼 히어로 대전 GP 가면라이더 3호
  - 가면라이더X슈퍼전대 초 슈퍼 히어로 대전
- 가면라이더 덴오 프리티 덴오 등장!